# Eleição geral na Turquia em junho de 2015
A eleição geral na Turquia em 2015 ocorreu em 7 de junho para renovar a totalidade dos 550 assentos parlamentares da Grande Assembleia Nacional da Turquia. Foi a 24ª eleição geral na história do país. Em meio a especulações de que nenhum partido iria conseguir cadeiras suficientes para governar sozinho, o resultado acabou por criar o primeiro parlamento suspenso desde 1999.

## Análise dos resultados
O Partido da Justiça e Desenvolvimento (AKP), que governava o país desde 2002, perdeu sua maioria parlamentar, mas manteve-se como o maior partido na instituição, com 258 assentos e 40,9% dos votos. O partido não conseguiu conquistar os 330 lugares que pretendiam para apresentar alterações constitucionais a um referendo, sendo que o resultado ficou muito aquém da meta pessoal do presidente Recep Tayyip Erdoğan, de 400 deputados. 
O Partido Republicano do Povo (CHP) também teve um desempenho pior do que o seu resultado das eleições de 2011, ganhando 132 cadeiras, com 25,0% dos votos. Depois de ter sido projetado que iria conquistar muitos adeptos descontentes do AKP, o Partido de Ação Nacionalista (MHP) melhorou seu desempenho 2011, ao ganhar 80 vagas na Assembleia, com 16,3% dos votos. 
O novo Partido Democrático dos Povos (HDP), que já havia disputado eleições como independentes, a fim de contornar o limite eleitoral de 10%, foi um dos partidos candidatos da eleição. O partido se saiu melhor do que as expectativas ao conquistar 80 deputados, o mesmo que o MHP, com 13,1% dos votos. O resultado levantou a perspectiva de uma eleição geral antecipada em breve.

## Campanha eleitoral
A campanha política antes das eleições incidiram fundamentalmente numa economia em declínio, o "Processo de Solução" em curso entre o governo e os rebeldes curdos, a influência política do movimento Gülen e o envolvimento turco na Guerra Civil Síria. Alegações de corrupção e de autoritarismo contra o governo, principalmente depois dos protestos na Turquia em 2013, também fizeram parte dos temas levantados durante as campanhas de oposição. A votação foi vista por alguns como um referendo sobre o chamado de Erdoğan para uma presidência executiva.
Acusações de fraude eleitoral e de violência política também causaram controvérsia durante o processo eleitoral. Candidatos, ativistas, escritórios e veículos foram todos sujeitos a atos politicamente motivados de violência e de vandalismo, que culminou com a morte de quatro adeptos do HDP, depois de duas bombas explodirem em um comício em Diyarbakir, no dia 5 de junho. A interferência do presidente Erdoğan, que foi acusado de secretamente fazer campanha para o AKP, sob o pretexto de comícios "abertos ao público", também foi controversa, visto que o presidente é constitucionalmente obrigado a permanecer politicamente neutro. Apesar das alegações de fraude, que datam das extremamente controversas eleições locais de 2014 e de várias acusações de má conduta em Istambul, Muxe, Adeiamane, Malátia e Cojaéli no dia da votação, a eleição foi amplamente elogiada pela Organização para a Segurança e Cooperação na Europa (OSCE) por ter sido bem organizada e foi declarada livre e justa pelo Parlamento Europeu.